# Barragem de Óbidos
A barragem de Óbidos, também conhecida como barragem do Arnóia, localiza-se no município de Óbidos, distrito de Leiria, Portugal. Situa-se no rio Arnóia. A barragem foi projectada em 1997 e entrou em funcionamento em 2005.

## Barragem
É uma barragem de aterro (terra zonada com núcleo central). Possui uma altura de 24 m acima da fundação (21 m acima do terreno natural) e um comprimento de coroamento de 160 m (largura de 7 m). O volume da barragem é de 157.000 m³. Possui uma capacidade de descarga máxima de 2,74 (descarga de fundo) + 494 (descarregador de cheias) m³/s.

## Albufeira
A albufeira da barragem apresenta uma superfície inundável ao NPA (Nível Pleno de Armazenamento) de 1,01 km² e tem uma capacidade total de 7,1 Mio. m³ (capacidade útil de 5,8 Mio. m³). As cotas de água na albufeira são: NPA de 32,5 metros, NMC (Nível Máximo de Cheia) de 33,6 metros e NME (Nível Mínimo de Exploração) de 22 metros.